# Бу-Ба-Бу
Бу-Ба-Бу  (от Бурлеск-Балаган-Буффонада) — украинское литературное поэтическое объединение, основанное 17 апреля 1985 года во Львове, Украина. В объединение входят украинские поэты Юрий Андрухович, Виктор Неборак и Александр Ирванец.

## История
Первый публичный поэтический вечер литературного объединения «Бу-Ба-Бу» состоялся 17 апреля 1985 года во Львове. Наибольшую активность литературное объединение Бу-Ба-Бу проявило в период с 1987 по 1992 гг. Центральным событием деятельности группы стал фестиваль «Вывих-92», когда главным фестивальным действием были четыре поэтические постановки с 1 по 4 октября 1992 года поэмы-оперы «Крайслер Империал» (режиссёр — Сергей Проскурня). В 1995 году вышел первый поэтический сборник объединения «Бу-Ба-Бу. Т.в.о.[…]ри», в 1996 году издательский проект «Крайслер Империал» завершил активный период развития литературной группы Бу-Ба-Бу.
Творчество литературного объединения Бу-Ба-Бу стало художественным поэтическим откликом в форме смеховой рефлексии на общественную ситуацию после распада советской общественной системы.